# Xidan
Xidan (in cinese: 西单站S, Xīdān zhànP) è una stazione di interscambio tra la linea 1 e la linea 4 della metropolitana di Pechino. La stazione della linea 1 è stata inaugurata il 12 dicembre 1992, mentre quella della linea 4 è entrata in funzione in concomitanza con l'inaugurazione dell'intera linea, avvenuta il 28 settembre 2009.

## Storia
La stazione di Xidan rientrava nell'originario progetto della Linea Fuba (da Fuxingmen a Bawangfen). Nel luglio dell'89, quando la linea Fuba non era stata nemmeno formalmente approvata, iniziarono i lavori di realizzazione della stazione di Xidan. Il 28 dicembre 1992 sarebbero dovuti iniziare i lavori di realizzazione delle altre stazioni della Linea Fuba, invece il 12 dicembre la stazione di Xidan entrò in esercizio e iniziò a vendere i biglietti.
I lavori di costruzione della linea 4 iniziarono nel 2004 e la stazione di Xidan è stata una delle 5 tra le 24 fermate totali della linea 4 a essere stata realizzata. Per permettere l'interscambio con la linea 1, la stazione della linea 4 è stata costruita più superficialmente. Inoltre, per evitare effetti gravi sul traffico veicolare, la stazione è stata realizzata secondo il metodo cut and cover. Nel giugno 2009 l'intera linea 4 ha iniziato il pre esercizio, per essere definitivamente inaugurata il 28 settembre 2009.

## Posizione
La stazione di Xidan si trova all'incrocio tra Fuxingmen Inner Street, West Changan Avenue, North Xidan Road e Xuanwumen Inner Street, nel distretto di Xicheng. La stazione della linea 1 è disposta lungo il lato dell'incrocio tra West Changan Avenue e Fuxingmen Inner Road, disposta in posizione est-ovest, mentre quella della linea 4 è disposta in posizione nord-sud lungo l'incrocio tra North Xidian Road e Xuanwumen Inner Street.

## Struttura e impianti
La stazione di Xidan è strutturata in 3 piani sotterranei: al primo piano sotterraneo è stato costruito l'atrio della stazione della linea 4, mentre al secondo piano sotterraneo sono stati disposti i binari della linea 4 e l'atrio della linea 1; il terzo piano sotterraneo è adibito ai binari della linea 1.
La stazione presenta undici accessi, indicati con le lettere A, B, C, D, E, F1, F2, G, H, J1 e J2. Gli ingressi A, B, C, D e E appartengono alla linea 1, con gli ingressi C e D dotati di montascale meccanizzato per l'accesso dei portatori di disabilità motorie accompagnati. I restanti ingressi F1, F2, G, H, J1 e J2 sono di pertinenza della linea 4, con l'accesso J1 accessibile ai portatori di disabilità motorie grazie alla presenza di un ascensore.

## Servizi
Le stazioni dispongono di:
- Accessibilità per portatori di handicap (solo uscita J1 — linea 4)
- Montascale (uscite C e D — linea 1)
- Ascensore (solo uscita J1 — linea 4)
- Scale mobili
- Emettitrice automatica biglietti
- Servizi igienici
- Sportello automatico
- Distributori automatici
- Stazione video sorvegliata
- Ufficio polizia

### Orari
Linea 1
Dal 29 agosto 2021 la linea 1 condivide il percorso con la Linea Batong, offrendone un interservizio dalla stazione di Gucheng, capolinea nord della linea 1, fino alla stazione di Universal Resort, corrispondente al capolinea della Linea Batong. La linea 1 / Batong offrono due servizi come segue:
- Un servizio che copre l'intera tratta, da Gucheng fino a Universal Resort (capolinea linea Batong)
- Un servizio che copre solo la tratta di competenza della linea 1, quindi da Gucheng fino a Sihui Est.

La prima corsa direzione Universal Resort (linea Batong) parte tutti i giorni alle 5:17 da Xidan, mentre l'ultima alle 23:19. Inoltre, relativamente al servizio ridotto della linea, l'ultima corsa da Xidan parte alle 00:01 e termina a Sihui Est alle 00:24. In direzione Gucheng, il primo treno opera alle ore 5:17 mentre l'ultimo alle 23:53.
Linea 4
Dal 30 dicembre 2010 la linea 4 condivide il percorso con la Linea Daxing; dalla stazione di Xidan si operano i servizi come segue:
- Un servizio che copre l'intera tratta, da Anheqiao Nord, da dove inizia la Linea 4, fino a Tiangongyuan, capolinea della Linea Daxing.[4]
- Un servizio ridotto che copre l'intera Linea 4 al quale si aggiunge la fermata Xingong della Linea Daxing, la prima stazione della Linea Daxing, quindi offrendo corse da Anheqiao Nord a Xingong. I passeggeri che intendono proseguire verso sud devono scendere e cambiare binario in direzione Tiangongyuan.[15]

La prima corsa direzione Anheqiao Nord parte tutti i giorni alle 5:18 da Xidan, mentre l'ultima alle 23:33. In direzione Tiangongyuan (linea Daxing), il primo treno opera alle ore 5:33 mentre l'ultimo alle 23:10. Inoltre, relativamente al servizio ridotto della linea, l'ultima corsa da Xidan parte alle 23:23 e termina a Gongyi Xiqiao alle 23:39.

### Tariffazione
Dalla stazione di Xidan la tariffazione parte da un prezzo di ¥3 (circa €0,40), a seconda della distanza di viaggio totale da percorrere, fino a un massimo di ¥7 (circa €1). Se si usa la carta dei trasporti, il prezzo viene scontato del 20% per le corse dopo una spese di ¥100 (circa €13) in un mese solare, del 50% per le corse dopo i ¥150 (circa €20) di spesa e superati i ¥400 di spesa (circa €52) non ci saranno ulteriori sconti.

## Interscambi
- Fermata autobus